# Герцог Гольштейн-Готторпский

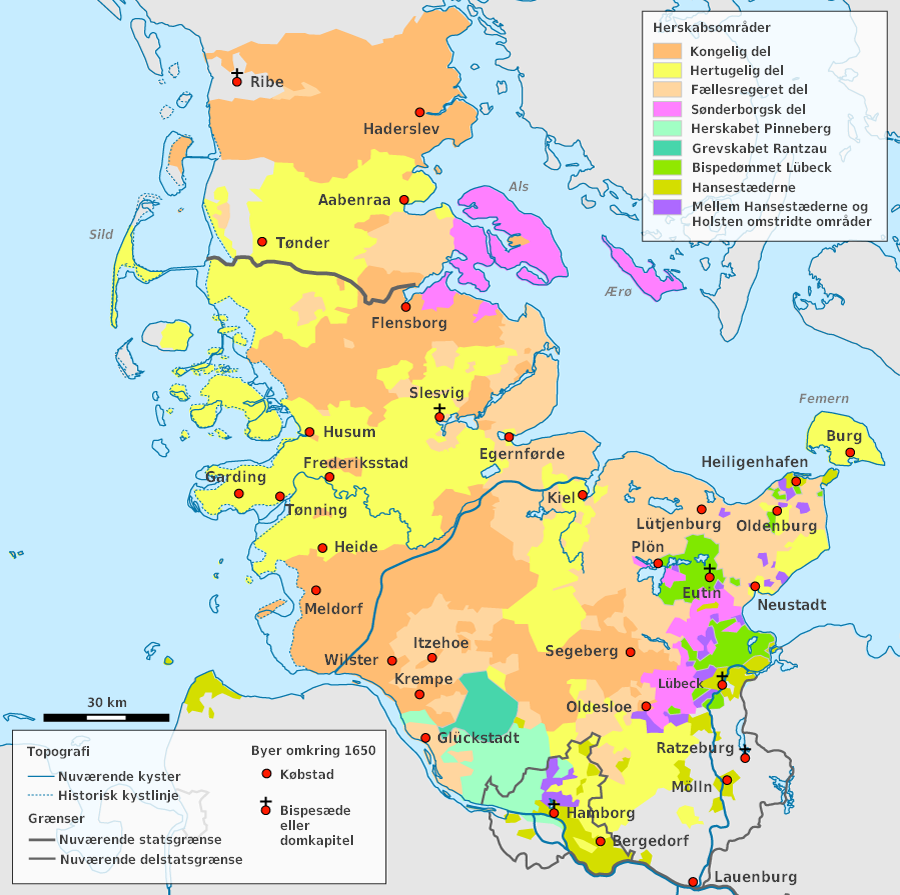
Карта Шлезвиг-Гольштейна после 1650 г. (герцогская часть обозначена жёлтым)

Гольштейн-Готторп или Шлезвиг-Гольштейн-Готторп (по названию резиденции Готторп) — исторический титул, а также современное сокращённое название для некоторых герцогств Шлезвиг и Гольштейн, которыми управляли герцоги Шлезвиг-Гольштейн-Готторпские, другая часть управлялась королями Дании. Территории Готорпа расположены в современной Дании и Германии. Главным местом для герцогов был замок Готторп в городе Шлезвиг герцогства Шлезвиг. Это также имя герцогского дома, претендующий на несколько европейских тронов. По этой причине генеалоги и историки иногда используют имя Гольштейн-Готторп для родственных династий других стран.
Официальным титулом, принятый этими правителями, был «Герцог Шлезвиг, Гольштейн, Дитмаршен и Штормарн», но этот титул также использовался их родственниками, королями Дании и их младшими ветвями, поскольку это было общим достоянием всех этих правящих династий. Готторп превосходило территориально над герцогством Гольштейн в Священной Римской империи и над герцогством Шлезвиг в королевстве Дания . Название Гольштейн-Готторп для удобства используется вместо технически более правильного «Герцога Шлезвига и Гольштейна в Готторпе».
От королей Дании получили в Гольштении имперский феод в Священной Римской империи во время Фридриха III в 1474.

## История

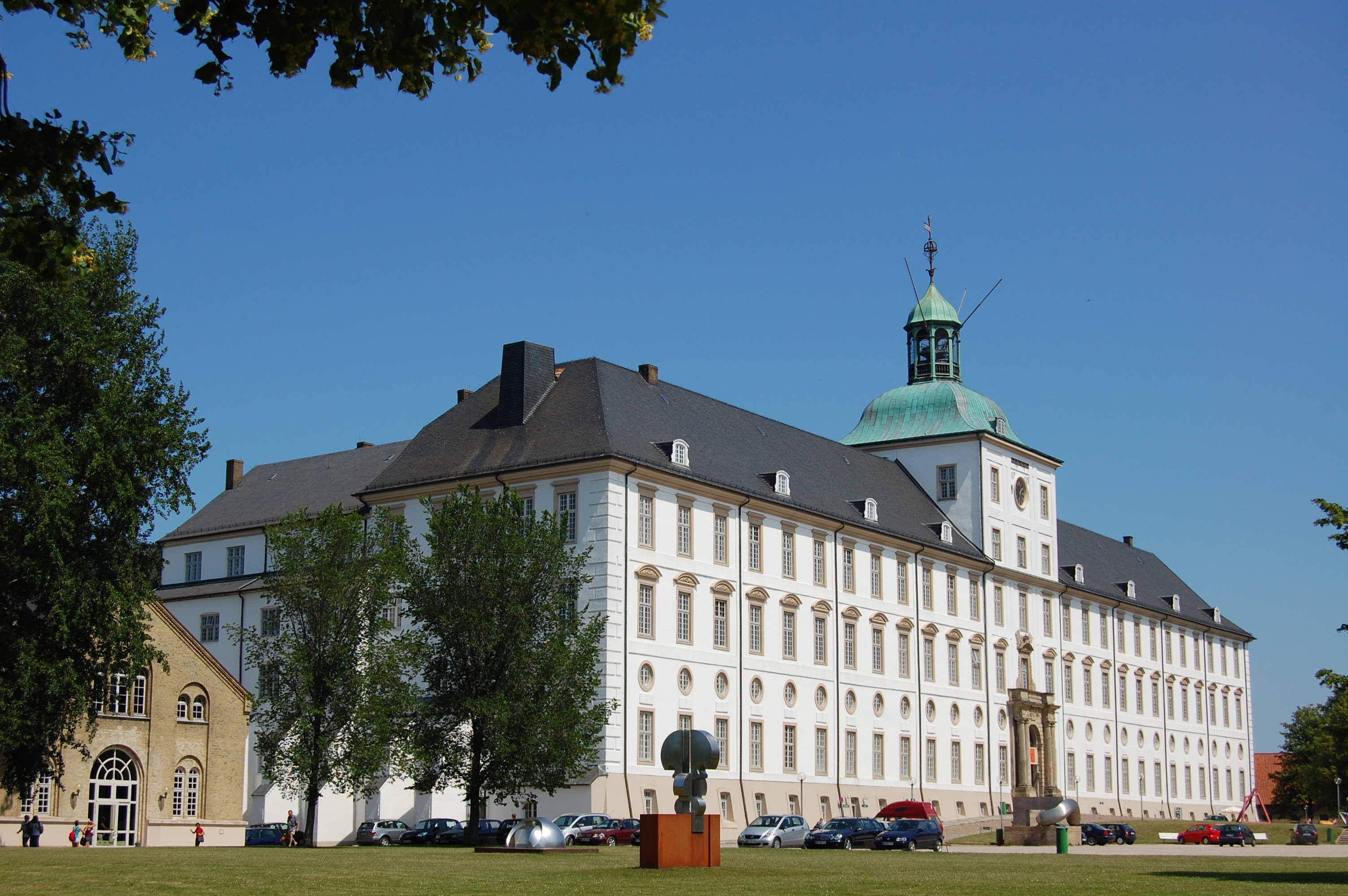
замок Готторп, после которого произошло название Гольштейн-Готторп

Исторически управлялся Шауэнбургским домом. В 1544 году так называемое «третье герцогство» было передано Адольфу, третьему сыну короля Фридриха I Датского. Таким образом, сохранившийся Гольштейн-Готторпский дом является младшей ветвью Ольденбургского дома. Герцоги Гольштейн-Готторпа разделяли непростые правила Шлезвига и Гольштейна с королями Дании. Таким образом, они часто были союзниками шведов, врагами датчан. Этот давний союз был запечатан несколькими династическими браками: Кристины Гольштейн-Готторпской и Карла IX, Гедвиги Элеоноры Гольштейн-Готторпской и Карла Х Густава, Герцог Фридрих IV женился на старшей дочери короля Швеции Карла XI, и в конечном итоге принц Адольф Фредрик Гольштейн-Готторпский взошёл на шведский престол в 1751 году, основал шведскую династию Голштейн-Готторп (правила в 1751 —1818).

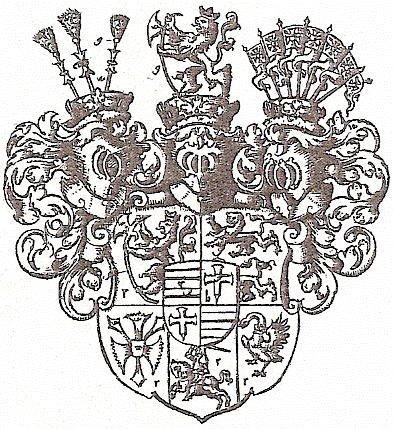
герб герцогства Гольштейн-Готторпа

По Договору Роскильде (1658 г.) и Копенгагенскому договору (1660 г.) Дания выпустила Готторп из своих феодалов и признала суверенитет своих герцогов над Готторпом, Шлезвигом. Фактически, эти Шлезвигеры были относительно независимы уже более века. Хотя герцогство Гольштейн оставалось официально феодалом Империи, на самом деле по договору его герцоги совместно управляли обоими герцогствами с их формальным повелителем, датским королём.

### Готторпский вопрос
В Великой Северной войне герцогство встало на сторону Швеции и потерпело поражение после того, как датские войска заняли северные части Гольштейн-Готторпа. Согласно Фредериксборгскому договору 1720 года шведская поддержка Готторпа прекратилась, что сделало невозможным возвращение герцогов в свои утраченные территории в Шлезвиге и продление их вражды с королём Дании. В 1721 году, герцог Карл Фридрих переехал ко двору Петра Великого в России, и в течение некоторого времени русские попытались восстановить Карлу Фредерику влияние в земле Шлезвиг. Преемники Петра отказались от своей политической поддержки герцогов Гольштейна-Готторпа. Сам Карл женился на Анне Петровне, дочери Петра I. В этом браке родился Карл Питер Ульрих, который в 1739 году принял православие и имя Пётр Фёдорович, и стал наследником русского престола после смерти своей бездетной тёти Елизаветы Петровны в 1741 году.
Карл Петер Ульрих, взошедший на русский престол как Пётр III в 1762 году, был настроен отвоевать Шлезвиг и Гольштинию у Дании. Когда он стал императором в 1762 году, он сразу же подписал щедрый мир с Пруссией и вывел Россию из Семилетней войны, чтобы полностью сосредоточиться на нападении на Данию. Этот шаг вызвал оппозицию в России, поскольку Пруссия считалась уже потерпевшей де-факто поражение в войне. В то же время датская армия поспешно пересекла границу в Мекленбург, чтобы избежать вторжения в Гольштинию и подготовиться к битве. Две армии стояли менее чем на 30 километров друг от друга, когда новости из Санкт-Петербурга неожиданно достигли русской армии, что император России был свергнут его женой, которая взошла на престол как императрица Екатерина II. Одним из её первых действий было недопущение войны против Дании.
Сын Петра III, герцог Гольштейн-Готторпский Павел (будущий император России), став совершеннолетним, в соответствии с Царскосельским трактатом 1773 года согласился обменять Гольштейн-Готторпские земли, которые все ещё находились под контролем Дании, на земли Ольденбург и Дельменхорст. Затем он отдал их двоюродному брату своего деда, главе семьи Гольштейн-Готторп Фридриху Августу, князю-епископу Любекскому. В 1777 году Ольденбург и Дельменхорст объединены в герцогство Ольденбург в пределах Священной Римской империи. Это положило конец Готторпскому вопросу, вызвавшего так много конфликтов между скандинавскими державами.
Династия Гольштейн-Готторп присоединилась к нескольким европейским тронам. Династическая политика герцогов Гольштейна-Готторпа привела к его малой ветви, шведской линии, правящей Швецией с 1751 по 1818 год и Норвегией с 1814 по 1818 год. В 1863 году связанный с ней дом Шлезвиг-Гольштейн-Сондербург-Глюксбург — произошёл от короля Дании Кристиана III — стали королями Дании и Греции и в 1905 году в Норвегии.
Любекская ветвь династии стала первыми герцогами, а затем великими князьями Ольденбурга (с 1773 по 1918 год), а старшая ветвь правила Россией в 1762 году, а затем снова с 1796 года по 1917 год (в то время как в 1762-1796 годах он управлялся их вдовой и матерью).

## Герцоги Шлезвиг-Гольштейн-Готторпские
| №                                          | портрет                                    | герцог                                     | герб                                       | правление                                  | правление                                            | династия                                   |
| №                                          | портрет                                    | герцог                                     | герб                                       | начало                                     | конец                                                | династия                                   |
| Шлезвига, Гольштейна и Готторпа в Готторпе | Шлезвига, Гольштейна и Готторпа в Готторпе | Шлезвига, Гольштейна и Готторпа в Готторпе | Шлезвига, Гольштейна и Готторпа в Готторпе | Шлезвига, Гольштейна и Готторпа в Готторпе | Шлезвига, Гольштейна и Готторпа в Готторпе           | Шлезвига, Гольштейна и Готторпа в Готторпе |
| ------------------------------------------ | ------------------------------------------ | ------------------------------------------ | ------------------------------------------ | ------------------------------------------ | ---------------------------------------------------- | ------------------------------------------ |
| 1                                          |                                            | Адольф                                     |                                            | 15 мая 1544                                | 1 октября 1586                                       | Гольштейн-Готторпы                         |
| 2                                          | CoAFriedrichIISHGottorp.jpg                | Фридрих II                                 |                                            | 1 октября 1586                             | 15 июня 1587                                         | Гольштейн-Готторпы                         |
| 3                                          |                                            | Филипп                                     |                                            | 15 июня 1587                               | 18 октября 1590                                      | Гольштейн-Готторпы                         |
| 4                                          |                                            | Иоганн Адольф                              |                                            | 18 октября 1590                            | 31 марта 1616                                        | Гольштейн-Готторпы                         |
| 5                                          |                                            | Фридрих III                                |                                            | 31 марта 1616                              | 10 августа 1659                                      | Гольштейн-Готторпы                         |
| 6                                          |                                            | Кристиан Альбрехт                          |                                            | 10 августа 1659                            | 6 января 1694                                        | Гольштейн-Готторпы                         |
| 7                                          |                                            | Фридрих IV                                 |                                            | 6 января 1694                              | 19 июля 1702                                         | Гольштейн-Готторпы                         |
| 8                                          |                                            | Карл Фридрих                               |                                            | 19 июля 1702                               | 1 января 1713                                        | Гольштейн-Готторпы                         |
| Гольштейн-Готторпа в Киле                  |                                            |                                            |                                            |                                            |                                                      |                                            |
| 1                                          |                                            | Карл Фридрих                               |                                            | 1 января 1713                              | 18 июня 1739                                         | Гольштейн-Готторпы                         |
| 2                                          |                                            | Карл Петер Ульрих (позже Пётр III)         |                                            | 18 июня 1739                               | 17 июля 1762                                         | Гольштейн-Готторп-Романовы                 |
| 3                                          |                                            | Павел I (император 1796—1801)              |                                            | 17 июля 1762                               | 1 июля 1773 (обменял Готторп на графство Ольденбург) | Гольштейн-Готторп-Романовы                 |

| №                                        | портрет | Герцог                                   | период                                   | период                                   | как получил титул | Династия                                 |
| №                                        | портрет | Герцог                                   | начало                                   | конец                                    | как получил титул | Династия                                 |
| Гольштейн-Готторпских в Санкт-Петербурге | Гольштейн-Готторпских в Санкт-Петербурге | Гольштейн-Готторпских в Санкт-Петербурге | Гольштейн-Готторпских в Санкт-Петербурге | Гольштейн-Готторпских в Санкт-Петербурге | Гольштейн-Готторпских в Санкт-Петербурге | Гольштейн-Готторпских в Санкт-Петербурге |
| ---------------------------------------- | --- | ---------------------------------------- | ---------------------------------------- | ---------------------------------------- | --- | ---------------------------------------- |
| 1                                        | | Павел I                                  | 1773                                     | 1801                                     | по наследству | Гольштейн-Готторп-Романовы               |
| 2                                        | | Александр I                              | 1801                                     | 1825                                     | по наследству | Гольштейн-Готторп-Романовы               |
| 3                                        | | Константин Павлович                      | 1825                                     | 1831                                     | по наследству | Гольштейн-Готторп-Романовы               |
| 4                                        | | Николай I                                | 1831                                     | 1856                                     | по наследству | Гольштейн-Готторп-Романовы               |
| 4                                        | | Александр II                             | 1856                                     | 1881                                     | по наследству | Гольштейн-Готторп-Романовы               |
| 5                                        | | Александр III                            | 1881                                     | 1894                                     | по наследству | Гольштейн-Готторп-Романовы               |
| 6                                        | | Николай II                               | 1894                                     | 1918                                     | по наследству | Гольштейн-Готторп-Романовы               |
| 7                                        | | цесаревич Алексей Николаевич             | 1918                                     | 1918                                     | при расстреле Царской семьи Император был первым, кто умер, поэтому цесаревич Алексей ненадолго стал титульным герцогом                                                   | Гольштейн-Готторп-Романовы               |
| 8                                        | | Кирилл Владимирович                      | 1918                                     | 1938                                     | после расстрела Императора и цесаревича в 1918 году титул перешёл к выжившей старшей мужской ветви семьи Романовых                                                        | Гольштейн-Готторп-Романовы               |
| 9                                        | Цесаревич Владимир Кириллович Романов в возрасте восьми лет читает книгу, подписано и датировано «Владимир. 1925», фотография сделана Х. Дэнцером из Кобурга. | Владимир Кириллович                      | 1938                                     | 1992                                     | у великого князя Владимира была одна дочь Мария, поэтому титул должен перейти к старшему мужскому члену дома Гольштейн-Готторп-Романовых. У дома это вызвало затруднение. | Гольштейн-Готторп-Романовы               |

### Первая точка зрения
Первая точка зрения заключается в том, что наследник — сын самого младшего брата Александра III (великого князя Павла) — великий князь Димитрий. Этот наследник не династичен в русском смысле, но датский филиал Ольденбурга не объявил о запрете на неравные браки, а Шлезвиг, где находится (когда-то суверенный) Шлезвиг-Готторп, никогда не был частью Священной Римской империи или под его юрисдикцией. Эти наследники живут в США и не выдвигали публичные претензии на титулы.
- 1992—2004: князь Павел Дмитриевич Романов-Ильинский
- 2004 — по настоящее время: князь Дмитрий Павлович Романов-Ильинский (род. 1954)

У князя Димитрия Павловича Романовского-Ильинского нет сыновей. Его единственный мужской наследник, его брат князь Михаил Романов-Ильинский, также не имеет мужского наследника, и в настоящее время нет никаких наследников мужского пола у Романовых-Ильинских, чтобы унаследовать это теоретическое требование к Герцогству. Это утверждение можно было передать через линию великого князя Александра Михайловича к Андрею Андреевичу и его потомкам.

### Вторая точка зрения
Вторая точка зрения определяет, что отказ Николая II 11 августа 1903 года всех претензий на Ольденбургские титулы и герцогство для себя и для всей семьи и потомков не позволил ни одному из наследников Романовых носить династически правильные названия Шлезвиг-Гольштейна независимо.

### Третья точка зрения
Третья точка зрения заключается в том, что к концу Священной Римской империи это было принципом немецкого княжеского закона, что члены всех княжеских семей, которые провели Reichsstand требовались в статусе ebenbürtig, чтобы передать династические права их потомком. Если потомки брака великого князя Дмитрия с Одри Эмери считаются неприемлемыми для достижения герцогского гольштейновского титула, неясно, какие из них могут претендовать на титул, если таковые имеются, из разных ветвей мужской линии, происходящих от Романовых, остаются в силе. Если браки в изгнании с русскими царевнами или графами соответствуют семейному стандарту, наследники мужского пола могут существовать. Если, однако, все браки, считающиеся морганатическими по российским императорским стандартам, также были нединамичными для последовательности Готторпа, генеалогически старшей династией Гольштейна-Готторпа был бы христианин, нынешний герцог Ольденбургский, сходящего от Августа Гольштейн-Готторпа, Принц Ютин, младший брат герцога Фридриха IV. Он уже претендует на несуществующий титул великого князя Ольденбургского. В любом случае король Дании осуществили суверенитет в герцогствах и оказывали финансовую поддержку младшим ветвям Шлезвиг-Гольштейна династии Ольденбурга. Претензия к Гольштейну, унаследованная императором Павлом I от Петра III, была обменена в 1773 году на герцогство Датских королей Ольденбурга (остаточные права наследования), правители которых потеряли в 1918 году суверенитет. Король Христиан IX потерял Шлезвиг и Гольштейн во Второй Шлезвигской войне в 1864 году, после чего оба герцогства были включены в королевство Пруссия, а затем в Германскую империю. Датские монархи продолжали использовать свои традиционные герцогские титулы в предвкушении до смерти короля Фредерика IX в 1972 году. В 1920 году Северный Шлезвиг был возвращён датскому правительству после плебисцита, остальная часть герцогства остаётся частью Германии.